# Provaci ancora, Sam
Provaci ancora, Sam (Play It Again, Sam) è un film del 1972 diretto da Herbert Ross, tratto dall'omonima opera teatrale di Woody Allen. La sceneggiatura e la realizzazione cinematografica coincidono con la trama dell'opera teatrale.

## Trama
San Francisco: Allan "Sam" Felix é un critico cinematografico  reduce dal divorzio dalla moglie Nancy, che decide di lasciarlo poiché non sopporta il fatto che lui non faccia altro che andare al cinema e vorrebbe una vita più movimentata. Una coppia di amici, Linda e Dick,  cercano di convincerlo a frequentare altre donne e a tentare di ricostruirsi una vita sentimentale. Allan accetta il suggerimento e inizia la ricerca di una nuova compagna, assistito dalle apparizioni di Humphrey Bogart, suo idolo, che gli offre consigli sul comportamento da assumere con le donne. Per far colpo sulle donne che gli vengono via via presentate dagli amici, Allan non fa altro che indossare sempre una maschera: cerca di apparire sexy, disinvolto e sofisticato anche se non ci riesce quasi mai, per colpa della sua goffaggine e della sua indole fortemente ansiosa ed emotiva.
Dopo diversi incontri coronati dall'insuccesso, Allan si accorge che sta iniziando a provare qualcosa per Linda, la moglie del suo migliore amico, l'unica donna con la quale si sente a proprio agio e può mostrarsi così com'è, senza la necessità di assumere atteggiamenti artificiosi. Anche Linda si scopre attratta da Allan ma la loro relazione, che rimane ignorata da Dick, è destinata a non avere seguito, proprio come accade per Rick e Ilsa nel film preferito di Allan, Casablanca.

## Produzione
In un'intervista del 1972 con la rivista Cinema Woody Allen ha detto di non aver voluto dirigere il film, tratto dalla sua omonima opera teatrale, perché voleva concentrarsi su progetti originali per il cinema. E che mentre era già al lavoro su Tutto quello che avreste voluto sapere sul sesso* *ma non avete mai osato chiedere non voleva spendere un anno per realizzare un progetto che aveva già fatto a Broadway. Inoltre sperava che il film, diretto da Herbert Ross, potesse essere «un film commerciale solido e divertente, e che, si spera, avrebbe attirato un pubblico più vasto di quello che ottengo con i miei film».

## Distribuzione

### Edizione italiana
Nella versione italiana, il personaggio di Woody Allen si chiama Sam Felix e non Allan Felix. Anche il titolo originale della commedia di Woody Allen, nonché del film di Herbert Ross in oggetto, "Play it again Sam" (traducibile con "Suonala ancora, Sam") è una citazione, ancorché parafrasata, di Casablanca: nella celebre pellicola la protagonista Ilsa rivolge al pianista del Rick's Cafè la frase: "Play it once, Sam" ("Suonala una volta, Sam", riferendosi alla canzone As Time Goes By) e dopo la replica di questi, Ilsa insiste con "Play it, Sam". Ancora più drastico è qualche minuto dopo Rick che, a valle di uno scambio di battute col pianista, gli ordina bruscamente: "Play it". La versione italiana "Provaci ancora, Sam" è una licenza poetica che altera il significato originario del titolo.

## Influenze
Quentin Tarantino ha affermato che nel film Una vita al massimo il personaggio di Elvis Presley interpretato da Val Kilmer, che appare al personaggio di Christian Slater dandogli consigli e rassicurazioni, era basato sul personaggio di Bogart in questo film.

## Accoglienza
Sul sito web aggregatore di recensioni Rotten Tomatoes, il 97% delle 35 recensioni dei critici sono positive, con una valutazione media di 7,4/10.
Sul sito Internet Movie Database il film ottiene un voto medio degli spettatori pari a 7,6 su 10.